# القدم (الضالع)
القدم هي إحدى قرى الجمهورية اليمنية. وهي تتبع جغرافيًا لمحافظة الضالع. وإداريًا لمديرية قعطبة. يبلغ تعداد سكانها 1479 نسمة حسب الإحصاء الذي جرى عام 2004.